# Lucicutia pseudopolaris
Lucicutia pseudopolaris är en kräftdjursart som beskrevs av Vladimir Georgievich Heptner 1969. Lucicutia pseudopolaris ingår i släktet Lucicutia och familjen Lucicutiidae. Inga underarter finns listade i Catalogue of Life.